# Хајдук по Хималаји
Хајдук по Хималаји: у новој авантури снимања филма је роман за децу савременог српског дечјег књижевника Градимира Стојковића објављена 2005. године у издању "Народне књиге" из Београда. Роман је од првог издања доживео још неколико издања.

## О писцу
Градимир Стојковић је рођен у банатском селу Мраморак, 3. марта 1947. године. Живео је у Вршцу и Панчеву, а данас живи и ствара у Београду. Студирао на Факултету политичких наука (журналистику) и Педагошко-техничком факултету. Градимир Стојковић је књижевник, био запослен у библиотеци „Лаза Костић” у Библиотеци града Београда. Добитник је многих значајних књижевних награда. Све књиге су доживеле више издања. Песме и приче су му преведене на енглески, француски, немачки, италијански, руски, словачки, бугарски, румунски, мадјарски, македонски и словеначки језик.

## О књизи
Књига Хајдук по Хималаји је девети део, и последња написана књига о Глигорију Пецикози Хајдуку. Серијал је скуп прича о одрастању, уклапању и о недоумицама младих, који у себи носи универзалне поруке о пријатељству и заједништву.

## Радња
Роман Хајдук по Хималаји почиње тако што млада новинарка добија задатак од главне уреднице да пронађе Хајдука, њеног бившег разредног старешину, и уради интервју са њим.
Хајдук је сада успешан писац, добитних многих награда и признања за свој књижевни рад. Проблем је што од писца Хајдука ни трага ни гласа. Млада новинарка ће се обратити његовом нераздвојном школском другу Хималаји у нади да ће јој помоћи. Са њим ће урадити интервјуе јер је он човек који добро познаје Хајдука. Њих двојица су заједно прошли све познате и непознате авантуре, и лепе и страшне, и смешне. Хајдуков нераздвојни, верни друг још од школских дана, Хималаја, вољан је да подели успомене на то пријатељство, радости и туге, тешка времена, као и она лепа.

## Главни ликови
- Глигорије Хајдук
- Драгиша Животић Хималаја
- Верослав - Мали Хималаја
- Газдарица